# Равануза
Равану̀за (на италиански: Ravanusa, на сицилиански Rivinusa, Ривинуза, от старогръцки ῥάφανος, рафанос, значещ „хрян“) е град и община в Южна Италия, провинция Агридженто, автономен регион и остров Сицилия. Разположен е на 320 m надморска височина. Населението на общината е 11 941 души (към 2012 г.).